# Traité d’Alcáçovas
 (août 2021).
Si vous disposez d'ouvrages ou d'articles de référence ou si vous connaissez des sites web de qualité traitant du thème abordé ici, merci de compléter l'article en donnant les références utiles à sa vérifiabilité et en les liant à la section « Notes et références ».

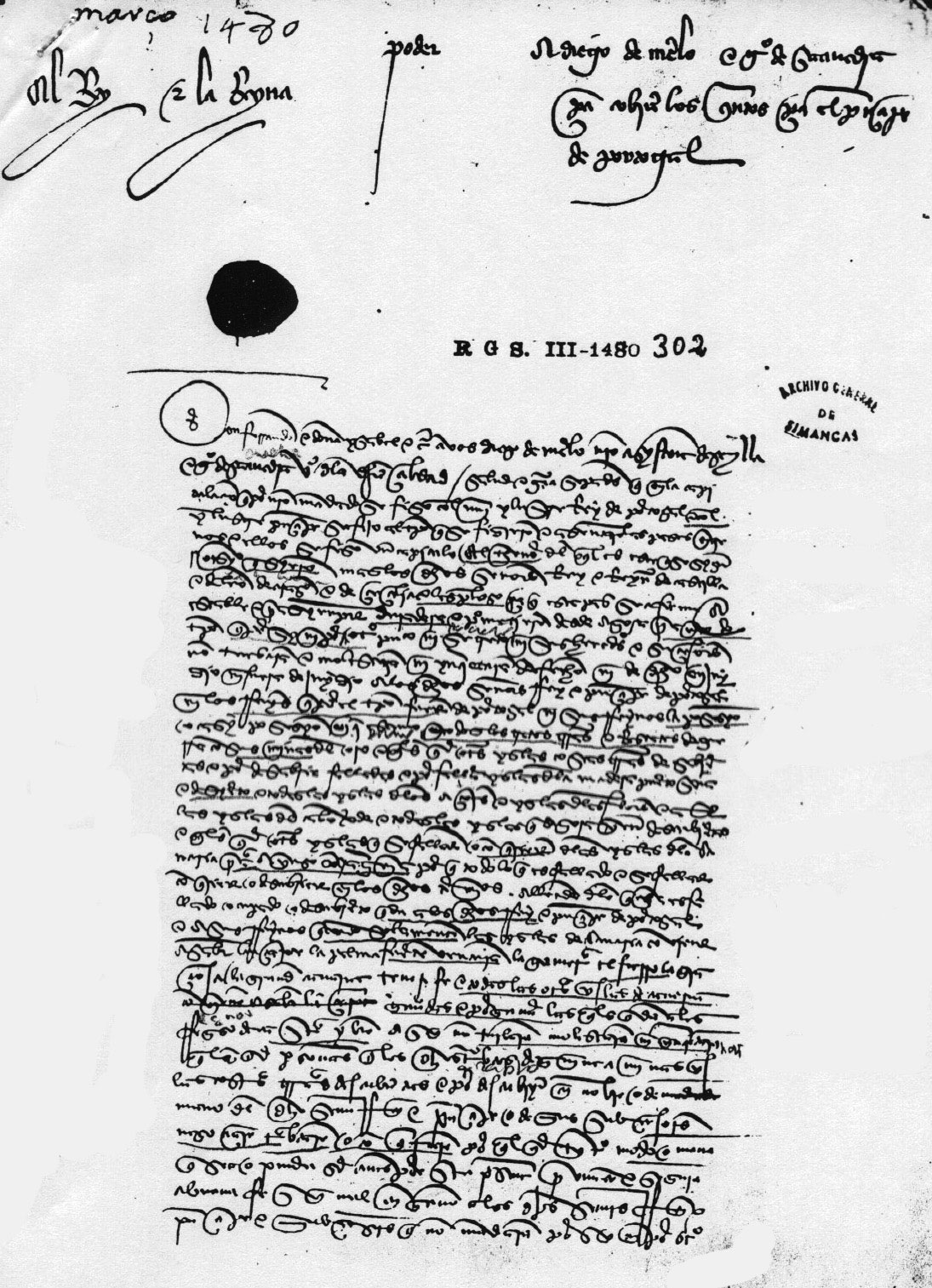
Publication du traité à Séville le 14 mars 1480.

Le traité d'Alcáçovas, dit aussi d'Alcáçovas-Toledo[réf. nécessaire], est un traité signé le 4 septembre 1479, dans le but de mettre fin à la guerre de Succession de Castille, commencée en 1475. Il comporte aussi des clauses concernant les territoires d'outre-mer détenus ou convoités par la Castille et par le Portugal.
Le nom du traité est celui de la ville portugaise où il a été signé.

## Contexte

### La guerre de succession de Castille
Elle oppose deux prétendants au trône de Castille, Isabelle la catholique, appuyée par son mari Ferdinand II d'Aragon, et Jeanne, soutenue par son époux Alphonse V de Portugal, ainsi que par le roi de France Louis XI. 

## Les négociations de paix et l'élaboration du traité
Le traité est signé par des représentants des Rois catholiques, du roi Alphonse V de Portugal et de son fils Jean II. 
Il est ratifié par le roi de Portugal le 8 septembre 1479 et par les Rois catholiques le 6 mars 1480.

## Contenu

Mare clausum ibérique.

Par ce traité, Alphonse V renonce au trône de Castille pour son épouse et renonce à toute prétention sur le trône de Castille ; les Rois catholiques renoncent en contrepartie à toute prétention sur le trône du Portugal.
Le traité détermine également le partage des territoires de l'Atlantique entre les deux puissances : 
- la Castille conserve la souveraineté sur les îles Canaries ;
- le Portugal conserve la souveraineté sur les îles de Madère, des Açores et du Cap-Vert
- le Portugal conserve le contrôle exclusif de la région côtière de l'Afrique occidentale (appelée « Guinée »), dont le comptoir d'Elmina, ainsi que l'exclusivité de la conquête du royaume de Fès.

## Suites
Le pape Sixte IV confirme en 1481 les clauses de ce traité par la bulle Aeterni regis.
Il est complété en 1494 par le traité de Tordesillas, élaboré à la suite du premier voyage de Christophe Colomb.

## Importance de ce traité, implications à long terme
Le traité d’Alcáçovas est un texte fondateur dans l’histoire du colonialisme européen. En effet, c’est le tout premier des documents internationaux qui formalise explicitement le fait que les Européens s’attribuent le pouvoir de diviser le reste du monde en « sphères d’influence » et d’en coloniser les territoires, considérés comme terrae nullius, sans se soucier du consentement d’éventuels peuples autochtones. Ce principe va rester généralement admis dans les idéologies et les pratiques des Européens jusqu’aux décolonisations du XXe siècle.
Le traité d’Alcáçovas peut être considéré comme l’ancêtre de nombreux traités fondés sur le même principe, tels que le traité de Tordesillas (1494), précisant les positions de l’Espagne et du Portugal dans le domaine de l’exploration, à la suite du premier voyage de Christophe Colomb, les résolutions de la conférence de Berlin en 1884 qui divisent ainsi le continent africain en sphères d’influence  quatre siècles plus tard, ou les accords Sykes-Picot de 1916 par lesquels Français et Britanniques se partagent la domination d’une grande part du Moyen-Orient.